# Puppets
Puppets er en amerikansk stumfilm fra 1916 af Tod Browning.

## Medvirkende
- DeWolf Hopper Sr. som Pantaloon.
- Jack Brammall som Harlequin
- Robert Lawler.
- Pauline Starke som Columbine
- Kate Toncray.